# 石川秀美 みんとくらぶ
石川秀美 みんとくらぶ（いしかわひでみ みんとくらぶ）は、1984年10月12日から1985年4月5日まで、ニッポン放送で放送されていたラジオ番組。
放送時間は毎週金曜日20:30 - 21:00。ナイターシーズン中のこの時間はニッポン放送ショウアップナイターの時間帯であり、これの放送されていないナイターオフ期の6か月間のみの放送だった。

## 概要
放送時間は毎週金曜日 20:30 - 21:00。当時の平日20:30 - 21:00枠の月曜～金曜通しての統一タイトル「KISS KISS シンドローム」の金曜日の放送だった。本番組ディレクターの松浦大介によると、この番組は10代の女子を中心とした「女性リスナーを意識した番組作り」をしていたということで、「秀美の女っぽい部分を出して女の子に共感を呼ばせ、同性から見た秀美をもっと魅力的にしたい」ということがこの番組を通しての目的だったと話している。
番組はフリートークと普通のお便り紹介を中心に進行。コーナーには、石川自身がポエムを朗読する「花夢シンドローム」があり、このコーナーでは「おにいちゃん」と呼ばれていた上柳昌彦（当時ニッポン放送アナウンサー）が相手役として出演していた。なお、この番組においては二人は兄妹役と言うのが建前であったが、いつも“兄妹”の一線を越えそうな発言をしていてリスナーから顰蹙を買ったことあったという。この他、ショート・ドラマコーナー、プレゼントコーナーも設けられていた。
ある日の放送で、ゲテモノについての内容のはがきを読んだが、それとほぼ同じ内容の話を当時同時期にレギュラー出演していた文化放送の番組『秀美と田代のひっかけナイト』（ナイターオフ枠ワイド番組『ハッとミラクル!!アイドルナイター』の内包番組）でしてしまったということがあった。

## ネット局
※全て「KISS KISS シンドローム」枠の金曜日として放送。
- 青森放送：金曜日 21:05〜21:35
- 山梨放送：金曜日 21:00〜21:30
- 山口放送：金曜日 20:30〜21:00
- 西日本放送：金曜日 21:00〜21:30
※この他「KISS KISS シンドローム」枠としてネットしていた局には中国放送があったが、当時同局の金曜日のこの時間は自社制作番組『金曜直撃90分』（20:00〜21:30）を放送していたため、本番組は放送無し。